# داء ذراحي
الداء الذراحي (بالإنجليزية: Scarabiasis)‏ هيَ حالة مؤقتة تُصيب فيها الخنافس الجهاز الهَضمي في البَشر، وعادةً ما تخرج الجعليات من فتحة الشرج بعد التبرز.